# Rio Sapodilla Creek
O rio Sapodilla Creek é um rio das Bahamas, na Ilha Andros.